# Michał Larek
Michał Larek (ur. 1 stycznia 1978) – polski pisarz, literaturoznawca i nauczyciel akademicki.

## Życiorys
W 2007 uzyskał stopień naukowy doktora nauk humanistycznych w dyscyplinie literaturoznawstwo na podstawie rozprawy naukowej pt. Problem referencji w polskiej poezji lingwistycznej, na Uniwersytecie im. Adama Mickiewicza w Poznaniu. Był adiunktem w Instytucie Filologii Polskiej Wydziału Filologii Polskiej i Klasycznej UAM. Jego zainteresowania naukowe skupiały się na technikach przyciągania uwagi odbiorcy. Prowadzi także warsztaty ze storytellingu. Wraz z Elżbietą Winiecką był redaktorem naukowym publikacji „Kres logocentryzmu” i jego kulturowe konsekwencje wydanej nakładem Wydawnictwa Naukowego Uniwersytetu im. Adama Mickiewicza, a także wraz z Jerzym Borowczykiem redaktorem publikacji Czas Kultury 30/30: literatura najnowsza według „Czasu Kultury”: 1985–2015 z 2015 wydanego nakładem Stowarzyszenia Czasu Kultury.
Jako pisarz jest autorem reportaży i powieści kryminalnych, w tym reportażu Martwe ciała z 2014 o seryjnym mordercy Edmundzie Kolanowskim oraz powieści kryminalnej Mężczyzna w białych butach z 2016 (obie napisane we współpracy z adwokatem Waldemarem Ciszakiem). W dorobku ma także trylogię Dekada (pierwszy tom Furia ukazał się w 2017). Jego opowiadanie znalazło się także w zbiorze Trupów hurtowo trzech: opowiadania kryminalne. Michał Larek jest także autorem kryminalnego podcastu Zabójcze opowieści.

## Wybrana bibliografia autorska
- Rozmowa była możliwa: wywiady z pisarzami (Stowarzyszenie Czasu Kultury, Poznań, 2008; ISBN 83-914709-7-0), wspólnie z Jerzym Borowczykiem
- Punkty zapalne (Wydawnictwo Poznańskie, 2016; ISBN 978-83-7976-453-2), wspólnie z Jerzym Borowczykiem
- Przywracanie, wracanie: rozmowy szczecińskie z Arturem Danielem Liskowackim (Wydawnictwo Naukowe Scholar; Szczecin: Zaułek Wydawniczy Pomyłka, 2014; ISBN 978-83-7383-712-6), wspólnie z Jerzym Borowczykiem
- Mężczyzna w białych butach (Wydawnictwo Czwarta Strona, 2016; ISBN 978-83-7976-464-8) wspólnie z Waldemarem Ciszakiem
- Martwe ciała (Simple Publishing, Poznań, 2014; ISBN 978-83-7975-000-9), wspólnie z Waldemarem Ciszakiem
- Furia (Wydawnictwo Czwarta Strona, 2017; ISBN 978-83-7976-716-8)
- Dekada. Tom 3. Fatum (Wydawnictwo Czwarta Strona, 2018; ISBN 978-83-7976-067-1)
- Dekada. Tom 2. Na tropie (Wydawnictwo Czwarta Strona, 2018; ISBN 978-83-7976-936-0)
- Nienawiść (Wydawnictwo Oficynka, 2021; ISBN 978-83-66899-73-5); cykl Jakub Dalberg, tom 1